# آرتیست کامپنی
آرتیست کامپنی (انگلیسی: Artist Company; کره‌ای: 아티스트컴퍼니) یک شرکت سرگرمی در کره جنوبی است که توسط بازیگران جونگ وو سونگ و لی جونگ جه در سال ۲۰۱۶ تأسیس شد. این شرکت خانهٔ هنرمندانی از صنعت سرگرمی کره جنوبی از جمله جونگ وو سونگ، لی جونگ جه، آن سونگ کی، به سونگ وو، گو آه سونگ، پارک سو دام و یوم جونگ آه است.